# European (motortillverkare)
European var ett flygtransportföretag grundat av australiern Paul Stoddart. European sponsrade också det italienska formel 1-stallet Minardi säsongen 2001 och fungerade som motorleverantör åt dessa stall. Motorerna var dock tillverkade av Ford.